# Municipio de San Blas
El municipio de San Blas es uno de los 20 municipios del estado mexicano de Nayarit. Su cabecera municipal es San Blas, un puerto histórico de México.

## Geografía
El municipio de San Blas está localizado en la costa norte del estado de Nayarit, tiene una extensión territorial de 823.60 kilómetros cuadrados que representan el 3.0% de la superficie total del estado y forman parte integral de él las Islas Marías, localizadas frente a sus costas.

### Límites municipales
Tiene límites administrativos con los siguientes municipios y/o accidentes geográficos, según su ubicación:
|                        | Norte: Santiago Ixcuintla                 |                  |
| Oeste: Océano Pacífico |                                           | Este: Tepic      |
|                        | Sur: Océano Pacífico, Compostela, Xalisco | Sureste: Xalisco |

## Demografía

### Localidades
En el municipio de San Blas se localizan un total de 27 localidades, siendo las principales y su población en 2020 las siguientes:
| Localidad                       | Población |
| Total Municipio                 | 37,478    |
| San Blas                        | 9,114     |
| Jalcocotán                      | 3,866     |
| Guadalupe Victoria (La Virocha) | 2,612     |
| Mecatán                         | 2,279     |
| Navarrete                       | 1,686     |
| Aután                           | 1,652     |
| La Libertad                     | 1,439     |
| Santa Cruz de Miramar           | 1,353     |
| Aticama                         | 1,312     |
| Puerto Balleto (Islas Marias)   | 183       |

Además, también lo conforman muchas localidades de menos de 100 habitantes:
| El Espino                                | 75 |
| Bahía de Matanchén                       | 70 |
| Matanchén (La Aguada)                    | 65 |
| Puerto de Lindavista                     | 58 |
| Las Islitas                              | 28 |
| Localidades de dos viviendas             | 28 |
| Colonia el Tepeyac (Cofradía)            | 18 |
| La Manzanilla                            | 18 |
| Lo de Don Nico (Tía Pancha)              | 17 |
| Chanón [Empacadora]                      | 14 |
| Crucero a los Cocos                      | 13 |
| Costa Verde                              | 10 |
| La Reata                                 | 10 |
| Las Coyotas [Rancho]                     | 10 |
| El Tepeyac                               | 8  |
| José Antonio Galindo Prado               | 7  |
| La Barrenada                             | 6  |
| La Escondida [Granja]                    | 6  |
| El Varal                                 | 5  |
| El Cuatro                                | 5  |
| El Guayabo                               | 5  |
| El Galaviz                               | 5  |
| El Gato                                  | 4  |
| Antonio Fonseca                          | 4  |
| Los Indios [Granja]                      | 4  |
| Rancho Montaño                           | 4  |
| Efraín Bugarín                           | 4  |
| Kilómetro 10 [Rancho]                    | 4  |
| Los Alacranes                            | 3  |
| San Agustín                              | 3  |
| Tizonta (El Gato)                        | 3  |
| El Chiflón Dos                           | 3  |
| Crucero del Llano                        | 3  |
| Rancho Rodríguez                         | 3  |
| Ticha                                    | 3  |
| El Ranchito                              | 3  |
| Las Palmas [Empacadora]                  | 3  |
| Guadalupe                                | 2  |
| El Bosque                                | 2  |
| Rancho Mercedes (Gustavo Luna Rodríguez) | 2  |
| Los Tilos                                | 2  |
| El Crucero de Huaristemba                | 2  |
| El Palillo                               | 1  |
| La Fortuna (Lote III Tizonta)            | 1  |
| Playas de Matanchén [Fraccionamiento]    | 1  |
| Casa Blanca                              | 1  |
| El Limoncito                             | 1  |
| La Curva                                 | 1  |
| San Pedro                                | 1  |
| Limoncito Hills                          | 1  |
| Agua Caliente (Las Mancuernas)           | 1  |
| Los Bernal Salas                         | 1  |
| Ecológico EKA                            | 1  |
| Los Girasoles [Rancho]                   | 1  |
| El Suspiro                               | 1  |
| El Toro Guaco                            | 1  |

## Educación
La escolaridad promedio del municipio es de 9.3 años escolares, es decir, entre tercero de secundaria y primero de preparatoria.
Número de personas que no asisten a la escuela estando en rango de edad escolar (de los 3 a los 24 años de edad) en las tres principales localidades del municipio:
San Blas: 1,063 personas.
Jalcocotán: 384 personas.
Guadalupe Victoria: 323 personas.